# Tating
Tating település Németországban, Schleswig-Holstein tartományban. Lakosainak száma 961 fő (2023. december 31.).

## Népesség
A település népességének változása:
| Lakosok száma | 977  | 998  | 993  | 990  | 976  | 974  | 954  | 961  |
|               | 1975 | 2017 | 2018 | 2019 | 2020 | 2021 | 2022 | 2023 |